# Matevž Govekar
Matevž Govekar (Ljubljana, 17 de abril de 2000) es un ciclista esloveno que corre para el equipo
Team Bahrain Victorious.

## Palmarés
2022
- 1 etapa de la Istrian Spring Trophy
- 2.º en el Campeonato de Eslovenia en Ruta
- 1 etapa de la Vuelta a Burgos[2]

2024
- 1 etapa del Tour de Antalya
- 2.º en el Campeonato de Eslovenia Contrarreloj
- 1 etapa de la Vuelta a Gran Bretaña
- 1 etapa del Tour de Guangxi

2025
- 3.º en el Campeonato de Eslovenia en Ruta

## Resultados en Grandes Vueltas y Campeonatos del Mundo
| Carrera         | Carrera         | 2021 | 2022 | 2023  | 2024 | 2025  |
| --------------- | --------------- | ---- | ---- | ----- | ---- | ----- |
|                 | Giro de Italia  | —    | —    | —     | —    | 142.º |
|                 | Tour de Francia | —    | ―    | —     | —    | —     |
|                 | Vuelta a España | —    | —    | 133.º | —    | ―     |
| Mundial en Ruta | Mundial en Ruta | —    | —    | 33.º  | Ab.  | ―     |

—: no participa

Ab.: abandono

## Equipos
- Tirol-KTM Cycling Team (2021-5.2022)
- Team Bahrain Victorious (06.2022-)